# سانکتی اسپیریتوس
سانکتی اسپیریتوس (به اسپانیایی: Sancti Spíritus) مرکز استانی است به همین نام که در کشور کوبا و در ناحیهٔ مرکزی این جزیره واقع گردیده است.

## جغرافیا
شهر سانکتی اسپیریتوس در ناحیهٔ مرکزی کوبا و در کرانهٔ رود «یایابو» قرار گرفته است.

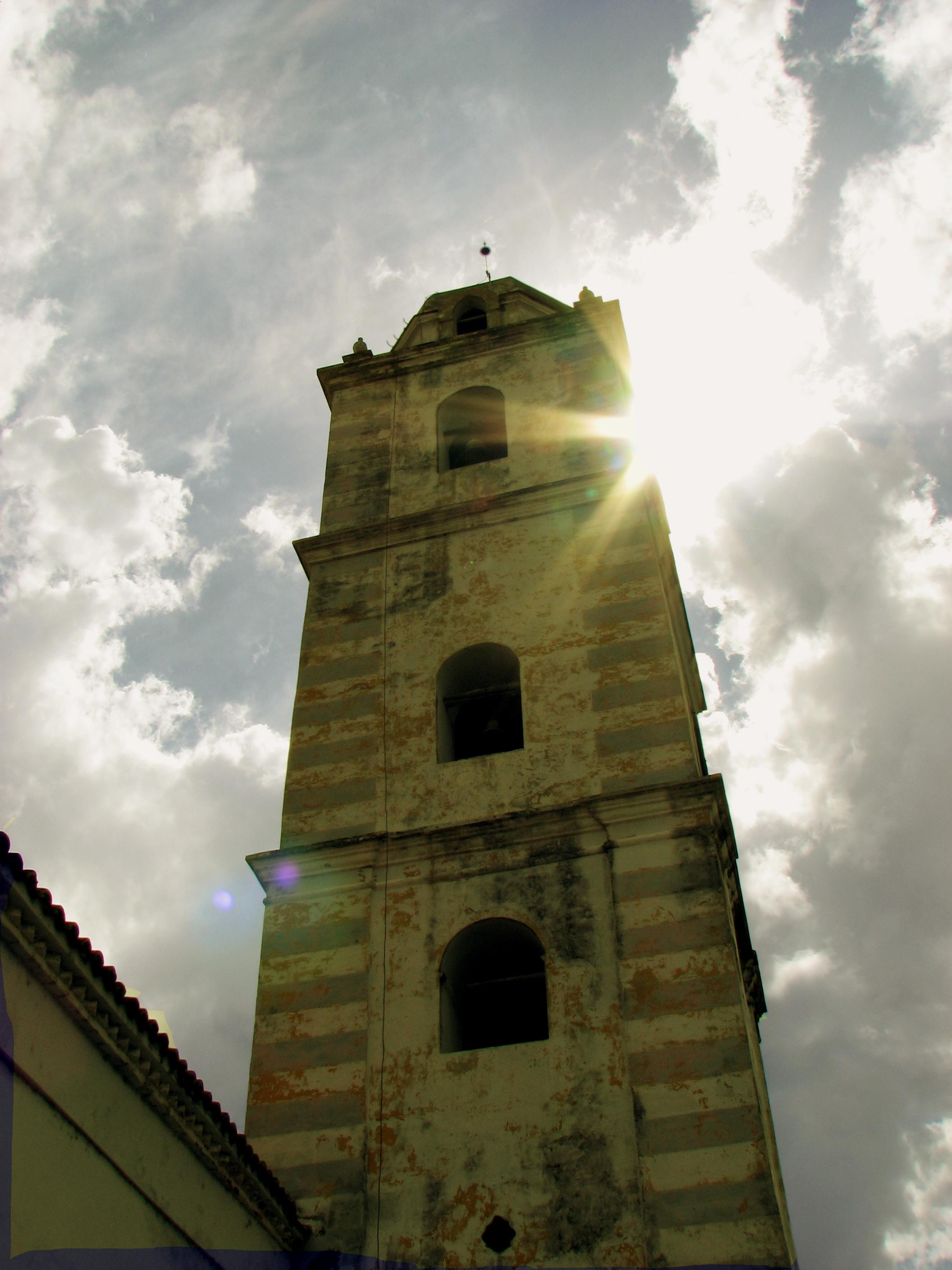
برج ناقوس کلیسای اعظم اسپیریتو سانتو

## نگارخانه

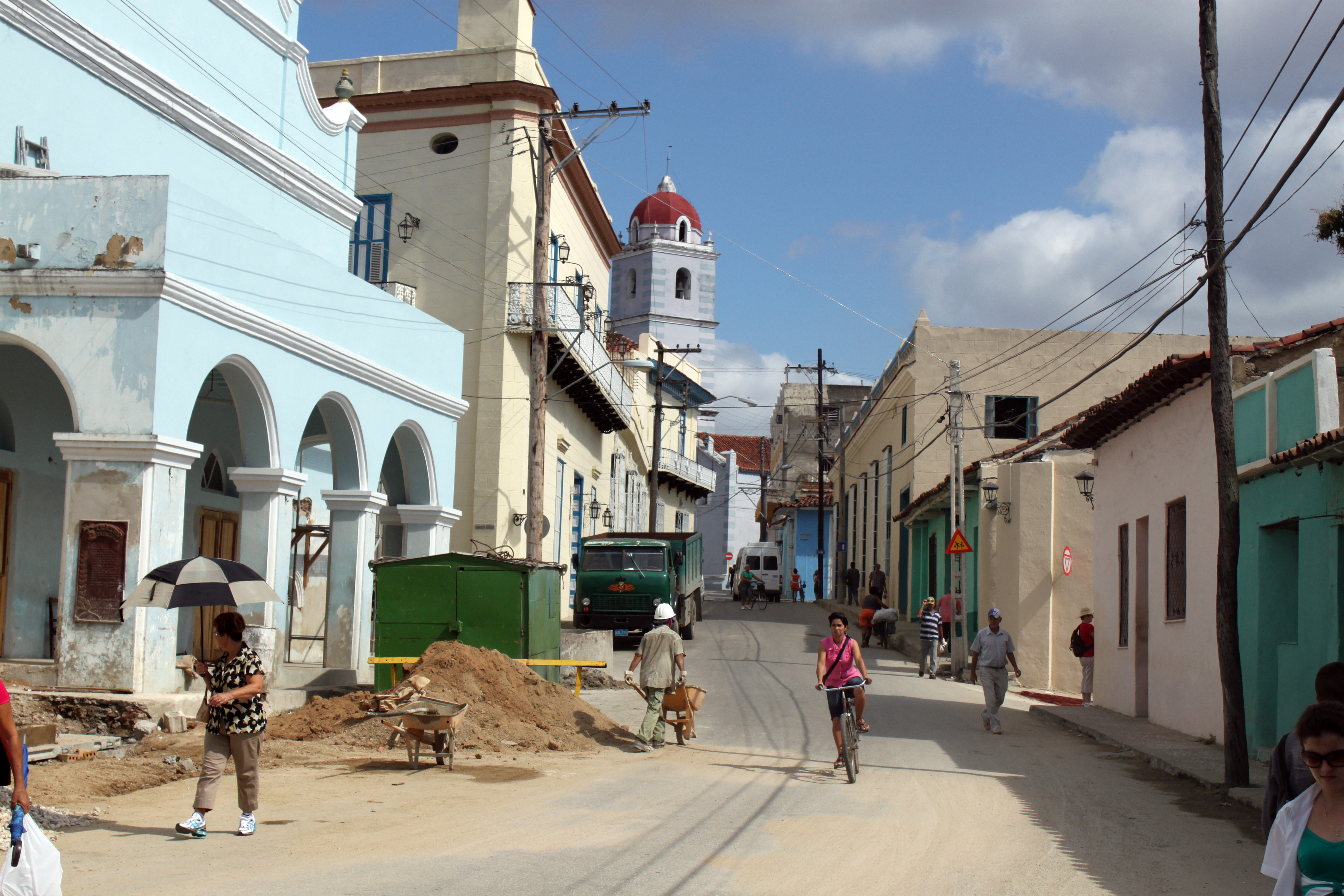
تصویری از یک خیابان در سانکتی اسپیریتوس
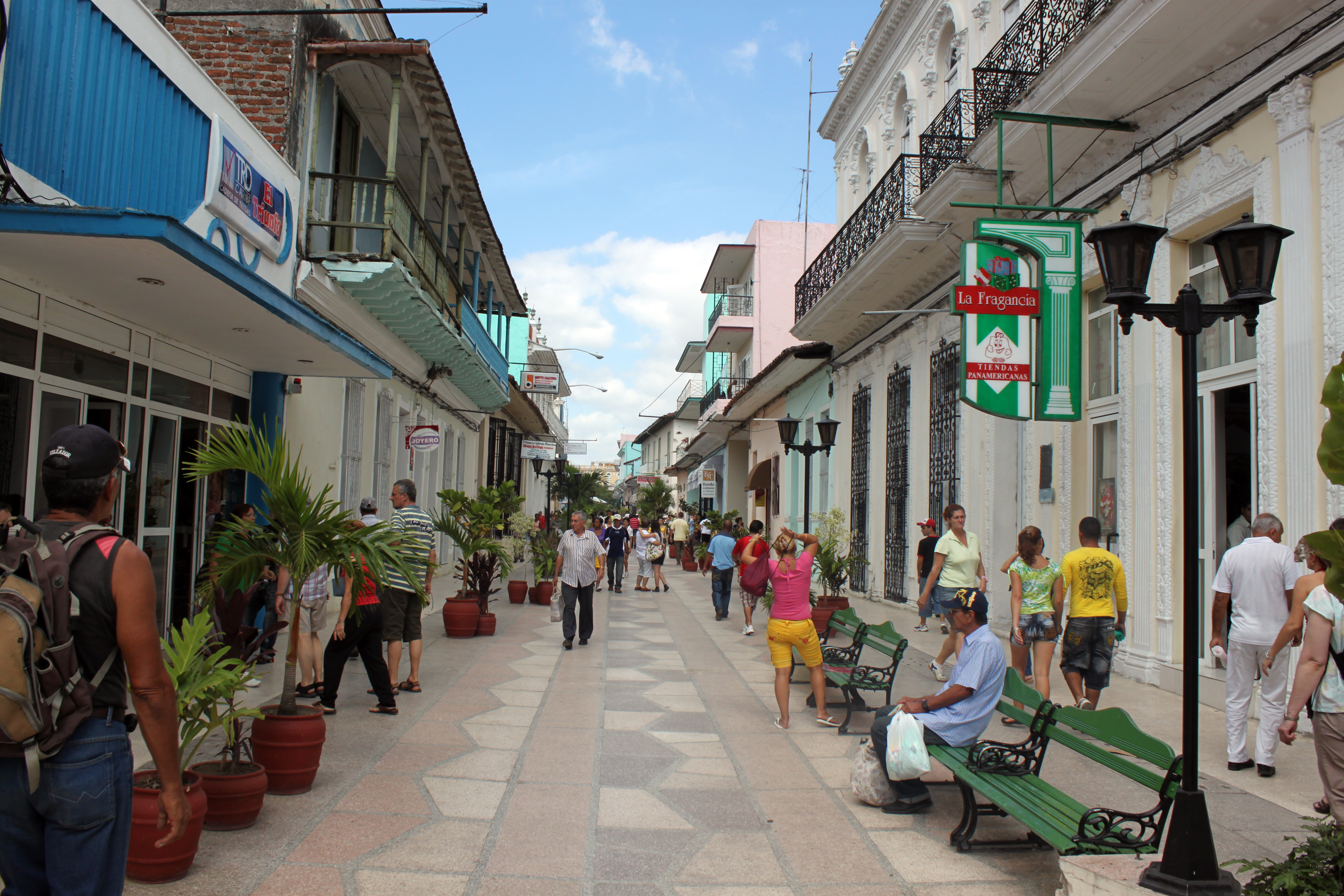
محدودهٔ پیاده‌روی سانکتی اسپیریتوس
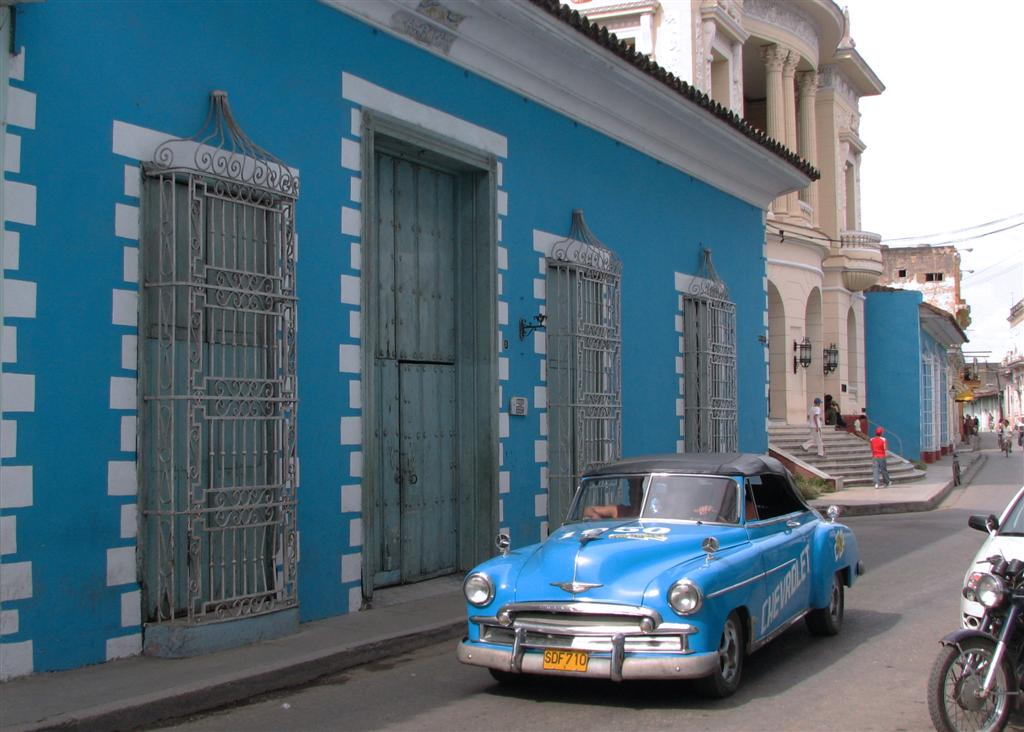
خیابانی در مرکز شهر
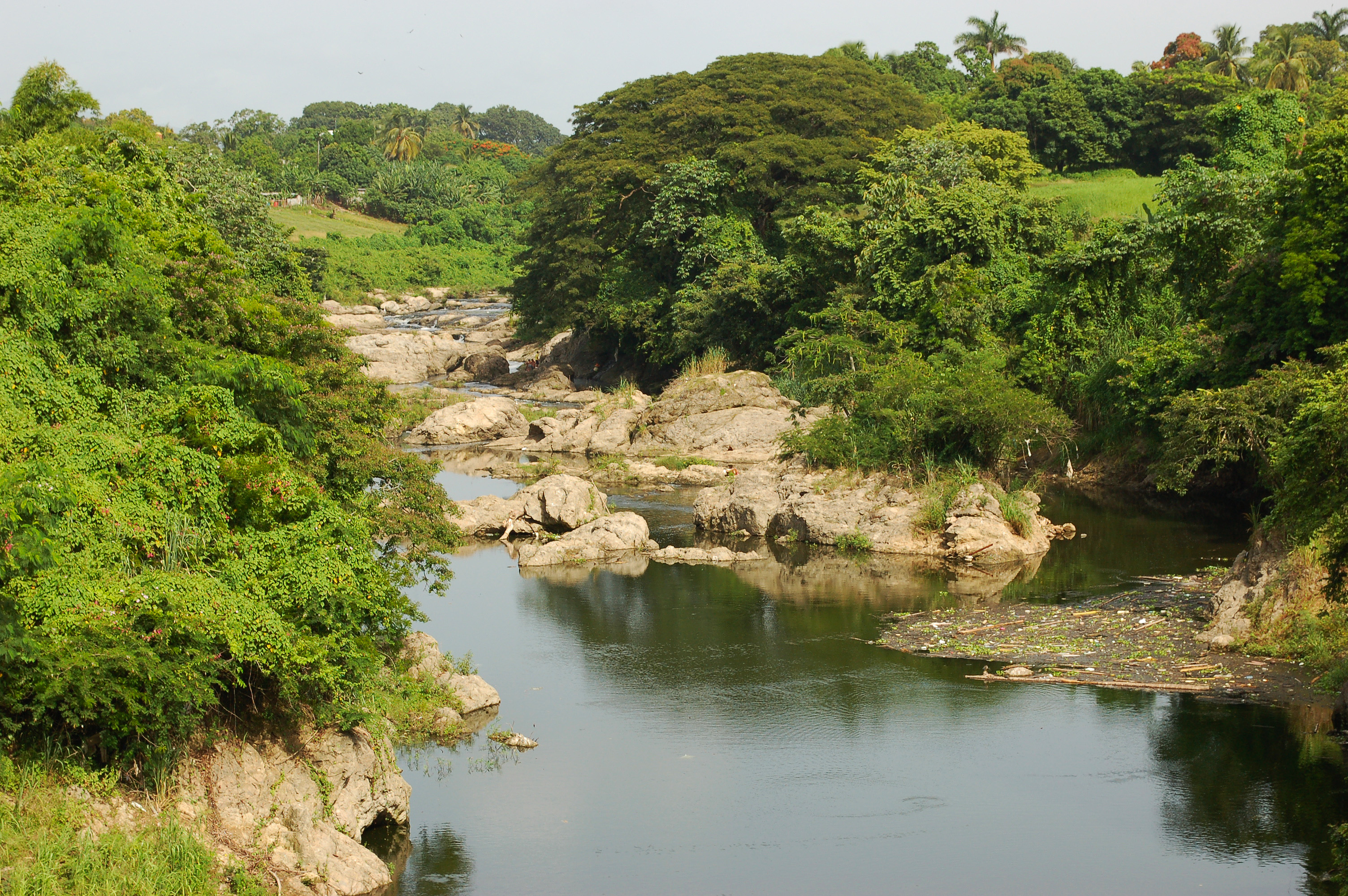
سنگ‌های رودخانهٔ یایابو